# Посёлок имени Ильича (Липецкая область)
Посёлок и́мени Ильича́ — посёлок Новочеркутинского  сельского поселения Добринского района Липецкой области .

## История
В 1920-е годы здесь, на пустыре, группа крестьян образовала коммуну, назвав её именем Ильича — в честь В. И. Ленина. 
Позднее на основе коммуны создан колхоз имени Ильича, который в 1939 году представлял СССР на Всемирной выставке в Нью-Йорке.
20 февраля 1940 года «за выдающиеся успехи в сельском хозяйстве и за перевыполнение показателей Всесоюзной выставки в течение двух лет» колхоз был награждён орденом Ленина.

## Население
| 2010 |
| ---- |
| 419  |

## Люди, связанные с посёлком
- Верзилина, Екатерина Сергеевна — Герой Социалистического труда[6]
- Краснов, Григорий Корнеевич — председатель колхоза, участник Великой Отечественной войны[4].

## Посещали посёлок
- Иогансон Борис Владимирович — русский и советский художник и педагог, один из ведущих представителей социалистического реализма в живописи. Герой Социалистического Труда (1968).
- Покаржевский Пётр Дмитриевич — русский советский живописец, посещал посёлок вместе с Б. В. Иогансоном.
- Жуков Юрий Александрович — журналист-международник, публицист, переводчик. Герой Социалистического Труда, был с редакционным заданием в 1938 году[7].